# Ilmington
Ilmington – wieś w Anglii, w hrabstwie Warwickshire, w dystrykcie Stratford-on-Avon. Leży 23 km na południe od miasta Warwick i 126 km na północny zachód od Londynu. W 2001 miejscowość liczyła 734 mieszkańców.